# Aldo Spinelli
Aldo Spinelli (Palmi, 4 gennaio 1940) è un imprenditore e dirigente sportivo italiano.

## Biografia
È nato nel 1940 a Palmi in Calabria, ma ben presto i genitori, il nostromo Roberto e la casalinga Carmela, e gli altri tre fratelli si trasferirono a Genova nel quartiere di Sampierdarena per motivi lavorativi del padre. Lì Aldo visse e crebbe fin da bambino con la passione per il calcio, giocando fino a 17 anni, e per il Genoa. 
Il padre Roberto morì il 19 febbraio del 1958 all'età di 42 anni nel naufragio della nave Bonitas dell'armatore Ravano al largo della Virginia, a 150 miglia di distanza da Capo Lookout, insieme ad altri 22 marinai. Aldo aveva 18 anni e già seguiva le orme paterne, infatti quando morì il padre, egli era imbarcato su una petroliera davanti all'Iran in direzione Rotterdam, il comandante modificò la rotta sbarcandolo a Pegli per permettergli di ritornare a casa. 
Lasciò quindi l'attività di navigante mettendosi fin da subito a lavorare, per rimanere vicino alla madre vedova ed ai fratelli, per una piccola azienda di trasporto di legname la Almea di proprietà milanese e che operava a Genova e nel porto, il cui direttore era un amico di famiglia. 
Grazie al risarcimento assicurativo americano per la morte del padre e a molte cambiali, Aldo nel 1963 all'età di 23 anni acquisì l'azienda di trasporto Almea che già aveva grossi problemi finanziari ed economici, cambio nominativo in Rebora, il colore dei camion dall'azzurro al giallo e soprattutto via via modifico l'asset puntando alla logistica con trasporto container adattando i semirimorchi dell'azienda a questo tipo di trasporto. Negli anni '70 e '80 l'azienda crebbe sviluppandosi in varie attività nel settore dei trasporti, della logistica, dello shipping, della dogana e dei terminal portuali, tutte facenti capo al Gruppo Spinelli formatosi a partire dal 1963. 
Il 27 dicembre 1990 viene nominato Commendatore Ordine al merito della Repubblica Italiana dal Presidente della Repubblica Francesco Cossiga, su proposta della Presidenza del Consiglio dei ministri.
Dal 1997 e fino al 2002 entrò anche in politica come consigliere comunale a Genova per la lista PRI-Socialisti sotto la prima giunta del sindaco Giuseppe Pericu.

### Genoa
Il 7 maggio 1985 rileva il Genoa in Serie B. Per 13 stagioni alla guida della società ligure (di cui 6 anni in Serie A), ottiene diversi successi della storia del club nel dopoguerra fino ad arrivare alle semifinali di Coppa UEFA, vincendo tra le altre, le gare di andata e ritorno con il Liverpool (prima squadra italiana ad imporsi ad Anfield) e la Coppa anglo-italiana. 
Ha lasciato la presidenza della società genoana l'11 ottobre 1997. 

### Livorno
Divenuto il 1º marzo 1999 presidente del Livorno, mette a frutto l'esperienza maturata nella gestione genoana dando inizio alla scalata del Livorno, dalla Serie C1 fino alla Serie A conquistata nel 2004, disputando quattro campionati consecutivi nella massima serie con anche una partecipazione in Coppa UEFA nella stagione 2006-2007 arrivando fino ai sedicesimi di finale. Dopo appena un anno in Serie B a causa della retrocessione avvenuta nel 2008, Spinelli riporta il Livorno in Serie A nel giugno 2009, ma la squadra in quel campionato non riuscirà a salvarsi da una nuova retrocessione. 
Dopo tre annate di cadetteria, il 2 giugno 2013 gli amaranto tornano in Serie A, ma a causa delle molte difficoltà incontrate, a fine campionato retrocedono nuovamente. Nell'aprile 2014 Spinelli avvia una trattativa per la cessione della società al livornese Stefano Bandecchi, imprenditore fondatore dell'Università Niccolò Cusano, trattativa poi non andata a buon fine.
Nella stagione 2014-2015 da registrare il mancato raggiungimento dei play-off (sfumati all'ultima giornata con la sconfitta di Pescara), mentre l'anno successivo retrocede in serie C dopo 14 anni.. 
Dalla stagione 2016-2017 Spinelli opera fin da subito per il rilancio inserendo Igor Protti nei ranghi societari e ottenendo il terzo posto finale che garantisce l'accesso ai play-off (disputati fino ai quarti di finale dove sarà la Reggiana a prevalere).  
Ma sarà poi quello successivo l'anno della rinascita. Per il 2017-2018 la società si riorganizza con l'ingresso di nuovi soci di minoranza e costruisce una squadra competitiva che punta a vincere il campionato, cosa che avverrà il 28 aprile 2018: grazie al pareggio interno contro la Carrarese e alla contemporanea sconfitta del Siena, gli amaranto tornano in serie B con una giornata di anticipo. 
Nella ritrovata cadetteria abbinata all'entusiasmo della piazza, Spinelli (non più affiancato dal socio di minoranza in uscita societaria) opta per Cristiano Lucarelli nelle vesti di allenatore e Alessandro Diamanti come acquisto principale per il centrocampo. Obiettivo primario una salvezza tranquilla senza troppe sofferenze. L'inizio del campionato si rivela complicato e avaro di risultati. A causa di ciò, il 6 novembre 2018 (subito dopo l'esonero dell'allenatore), il presidente annuncia le sue dimissioni unitamente al figlio amministratore delegato del club Roberto Spinelli. Con il susseguirsi del campionato, tali dimissioni rientrano e la squadra raggiunge la salvezza durante l'ultima giornata senza passare dai play-out; impresa che non avrà un seguito nella stagione 2019-2020, terminata all'ultimo posto con 27 sconfitte su 38 partite.. Durante la fase di campionato, il 16 dicembre 2019 la famiglia Spinelli ufficializzò il suo disimpegno garantendo una collaborazione con il primo cittadino per una rapida trattativa di vendita del loro pacchetto azionario.
Con la nuova retrocessione in serie C, l'11 settembre 2020 (dopo 21 stagioni al comando di cui 6 anni in Serie A e 10 anni in Serie B) venne ufficializzata da Spinelli la cessione a Rosettano Navarra (21%) e altri imprenditori (69%), tenendo per sé il 10% delle quote.

### Procedimenti giudiziari
Il 7 maggio 2024 viene posto agli arresti domiciliari con l'accusa di corruzione per aver finanziato le fondazioni politiche legate al presidente della Liguria Giovanni Toti in cambio del rinnovo di concessioni portuali e altri favori (come la trasformazione della spiaggia di Punta dell'Olmo a Celle Ligure da libera a privata situata davanti a una ex colonia che Spinelli voleva trasformare in appartamenti di lusso) e per aver corrotto l'ex presidente dell'autorità portuale Paolo Emilio Signorini; il figlio Roberto, destinatario della misura interdittiva del divieto temporaneo di esercitare l'attività, è accusato di corruzione nei confronti di Toti. Il 5 agosto seguente gli vengono revocati i domiciliari avendo rinunciato al controllo diretto sulle sue aziende cedendo al figlio Roberto l’usufrutto delle quote della Spininvest e non potendo ricoprire incarichi imprenditoriali o intraprendere attività professionali per un anno. Nel contempo la GIP accoglie la richiesta della Procura di procedere con il giudizio immediato per Spinelli, Toti e Signorini. L’8 agosto viene reso noto che Toti e Spinelli sono altresì indagati per corruzione in relazione a una cena elettorale dell’aprile del 2024. Il 16 settembre, dopo i patteggiamenti di Toti e Signorini, anch'esso concorda la pena di tre anni e due mesi per corruzione commutabile con l'affidamento in prova e il supplemento del sequestro di 400 000 euro, l'interdizione temporanea dai pubblici uffici e il divieto di trattare con l'amministrazione pubblica. Il 18 dicembre la pena viene rimodulata a 3 anni e 3 mesi e confermata dal GUP Matteo Buffoni, per il sopraggiungere di nuove accuse suppletive circa i fatti oggetto di reato.. A inizio gennaio 2025, però, fa ricorso in Cassazione sulle modalità del patteggiamento, ma a marzo la Suprema Corte lo respinge in quanto non ammissibile, rendendo così la condanna definitiva.